# (22318) 1991 PG1
1991 بي جي 1 (ويعرف أيضًا باسم (22318) 1991 بي جي 1 وفق تسمية الكوكب الصغير) (بالإنجليزية: 1991 PG1)‏ هو كويكب ضمن حزام الكويكبات؛ وترتيبه 22318 من حيث الاكتشاف.
اكتُشف هذا الجُرم الفلكي بواسطة اليانور إف. هيلين في 15 أغسطس 1991.

## وصلات خارجية
- (22318) 1991 PG1 في قاعدة بيانات مختبر الدفع النفاث لأجرام النظام الشمسي الصغيرة

- الاكتشاف · مخطط المدار ·  العناصر المدارية · المعلمات المادية

- (22318) 1991 PG1 على موقع ويكي سكاي: DSS2, SDSS, GALEX, IRAS, Hydrogen α, X-Ray, Astrophoto, Sky Map, Articles and images